# Резня Киллоу
Резня Киллоу (англ. Killough massacre) — крупнейшее и последнее нападение индейцев на белых поселенцев в Восточном Техасе. Нападение произошло 5 октября 1838 года недалеко от поселения Ларисса в северо-западной части округа Чероки. Всего было убито 18 человек, включая Айзека Киллоу-старшего и членов его семьи. Они иммигрировали в Республику Техас годом ранее из Алабамы.

## История
В 1837 году правительство Республики Техас подписало договор с племенем чероки, согласно которому, индейцам была отведена земля в восточной части Техаса. Когда Сенат Республики Техас отказался ратифицировать договор, а затем и вовсе аннулировал его, чероки, которые уже считали, что они уступили достаточно земли, стали готовиться к войне. Не подозревая, что на предоставленную им территорию претендовали чероки, живущие в этом регионе, Айзек Киллоу и его семья начали расчищать землю под посевы и строить дома. Приток американцев на земли, которые, как считалось, принадлежали им, усилил негодование чероки, а поскольку среди некоторых испаноязычных жителей, всё ещё лояльных Мексике, также оставалась неприязнь к англоязычным протестантам, атмосфера в регионе стала напряжённой в начале 1838 года. К лету того же года появились слухи о грядущем восстании со стороны индейцев и мексиканцев, и имелись доказательства сговора между ними.
Опасаясь нарастающих беспорядков, Киллоу со своими родственниками и друзьями бежали в город Накодочес в поисках убежища. Через некоторое время члены семьи решили вернуться и собрать урожай. Они договорились с вождями чероки, что возвратятся лишь на время и после этого покинут эти земли. 5 октября 1838 года чероки, которые не были участниками соглашения с семьёй Киллоу, напали на поселение. Большая часть белых — всего восемнадцать человек — были убиты или похищены во время работы на своих полях. Те, кто выжил, бежали в форт Лейси. В теле Айзека Киллоу позднее насчитал 18 огнестрельных ранений. После того, как резня закончилась, жена Киллоу просила индейцев убить её, но они отказались. Чероки также забрали с собой двух лошадей, фургон, всё оружие, которое нашли в домах, и несколько голов крупного рогатого скота.